# Szalfít kormányzóság
Szalfít kormányzóság (arabul محافظة سلفيت [Muḥāfaẓat Salfīt]) Palesztina tizenhat kormányzóságának egyike. Ciszjordánia középső részén fekszik. Északon Kalkílija kormányzóság, keleten Náblusz kormányzóság, délen Rámalláh és el-Bíra kormányzóság, nyugaton pedig Izrael határolja. Központja Szalfít városa. Területe 204 km², népessége pedig a 2007-es népszámlálás adatai szerint 59 570 fő.